# Darius Semaška
Darius Jonas Semaška (ur. 1967 w Kownie) – litewski dyplomata, w latach 2004–2009 ambasador Republiki w Budapeszcie.

## Życiorys
Ukończył szkołę średnią im. Jonasa Jablonskisa w Kownie, po czym studiował na Wydziale Matematyki Uniwersytetu Wileńskiego, którego absolwentem został w 1992. Naukę kontynuował w Instytucie Studiów Politycznych na Uniwersytecie w Århus. W 1995 ukończył stosunki międzynarodowe na Uniwersytecie Wileńskim.
W 1992 podjął pracę w Departamencie Administracyjnym Ministerstwa Spraw Zagranicznych. W 1994 był III i II sekretarzem w Departamencie Politycznym MSZ, a w kolejnym roku p.o. kierownika Wydziału Europy Północnej w randze I sekretarza. W 1996 został wysłany w misję przez OBWE celem pomocy w przeprowadzeniu wyborów w Bośni i Hercegowinie. W 1997 otrzymał nominację na radcę ambasady w Waszyngtonie, a dwa lata później objął stanowisko kierownika Wydziału Europy Północnej w Departamencie Politycznym MSZ.
Od 2001 do 2004 pracował jako doradca ds. polityki zagranicznej w przy premierze Algirdasie Brazauskasie. W listopadzie 2004 przedstawił prezydentowi Węgier listy uwierzytelniające, rok później jego misja została rozszerzona na Serbię i Czarnogórę oraz Bośnię i Hercegowinę, a w 2007 również Macedonię i Czarnogórę. Misję pełnił do 2008.
W 2009 został głównym doradcą ds. polityki zagranicznej w Kancelarii Prezydenta Republiki Litewskiej. W 2012 objął funkcję ambasadora Litwy w Królestwie Niderlandów.

## Odznaczenia
- Komandor Order Zasługi (Portugalia, 2003)[2]